# Gare de Donnas
La gare de Donnas (en italien, Stazione di Donnas), orthographié parfois également Donnaz, est une gare ferroviaire italienne de la ligne de Chivasso à Aoste, située sur le territoire de la commune de Donnas, dans la région autonome à statut spécial de la Vallée d'Aoste.
Mise en service en 1885, c'est une halte voyageurs de Rete ferroviaria italiana (RFI) desservie par des trains régionaux Trenitalia.

## Situation ferroviaire
Établie à environ 323 mètres d'altitude, la gare de Donnas est située au point kilométrique (PK) 51,204 de la ligne de Chivasso à Aoste (section à voie unique non électrifiée), entre les gares de Pont-Saint-Martin et de Hône - Bard.

## Histoire
La station de Donnas est mise en service le 19 septembre 1885 lors de l'ouverture à l'exploitation de la section d'Ivrée à Donnas. Elle est le terminus de la ligne venant de Chivasso jusqu'au 5 juillet 1886, lors de l'ouverture de la section de Donnas à Aoste qui marque l'ouverture de la totalité de la ligne de Chivasso à Aoste.
En 1940, dans le cadre de l'italianisation des toponymes de la Vallée d'Aoste mise en place par le régime de Mussolini, la gare, tout comme la commune de Donnas, prend le nom de "Donas". Après la Seconde Guerre mondiale et la chute du régime fasciste, le nom de la commune est rétabli avec un 's' final (Donnas), alors que le nom de la gare reprend l'ancien nom de "Donnaz", la prononciation étant la même pour ces deux toponymes homophones.
La gare restera fermée de 2024 à 2026 dans le cadre de l'électrification de la ligne de chemin de fer.

## Service des voyageurs

### Accueil
Halte voyageurs RFI, classée Bronze, c'est une halte ferroviaire de type point d'arrêt non géré (PANG) à accès libre. Elle dispose d'un unique quai.

### Desserte
Donnas est desservie par des trains régionaux Trenitalia de la relation Ivrée - Aoste.

### Intermodalité
Le stationnement des véhicules est possible à proximité. Elle est desservie par des bus des lignes gérées par la société SAVDA et l'Entreprise valdôtaine des transports autoroutiers (VITA).

## Patrimoine ferroviaire
Le bâtiment principal d'origine n'est plus utilisé pour le service des voyageurs, l'étage est un domicile privé. L'ancien bâtiment pour les marchandises est désaffecté.